# Séquence (cinéma)
Pour les articles homonymes, voir Séquence.
Deux définitions du mot séquence (du latin sequentia, suite) au cinéma s'opposent en français :
- La plus usitée, notamment dans la sémiologie du cinéma, s’appuie sur celle qu’en donne Christian Metz en 1966 : « La séquence construit une unité inédite… celle d’une action complexe (bien qu’unique) se déroulant à travers plusieurs lieux et sautant les moments inutiles[1]. »
- Une définition contradictoire fait de la séquence au cinéma « une suite de plans décrivant une action qui se déroule en un lieu unique et dans un même temps[2]. » Dans cette acception, la séquence est moins vaste que la scène (aussi bien en termes d’espace que de temps), et plusieurs séquences qui se situent chacune dans un lieu précis et à un temps précis, et comportant chacune un ou plusieurs plans, peuvent constituer la scène générique d’une action complexe. Par exemple, et plus anciennement, dans une grammaire du cinéma, un chapitre entier est consacré à la séquence, « suite de plans formant un ensemble et exprimant entièrement une idée[3]. » Mêmes définitions, mais très récentes, dans Le Vocabulaire du cinéma de Marie-Thérèse Journot, maîtresse de conférences à l'UFR Cinéma et audiovisuel de l’Université Paris-III : « Unité d’action, fragment du film qui raconte en plusieurs plans une suite d’événements, isolable dans la construction narrative[4]. » et dans une étude historique sur le plan, où il est spécifié que « dans les documents préparatoires d’un film narratif, ce récit peut être divisé en une série de grandes unités narratives comprenant plusieurs plans, les séquences[5]. »

## Quiproquo
Les définitions qui se contredisent semblent correctes mais leurs attributions sont inversées. Pour les uns, la séquence est une accumulation de scènes, pour les autres, la séquence est une division de la scène. Vincent Pinel reconnaît que, « structure de récit plus spécifiquement cinématographique que la scène, la notion de séquence comporte cependant quelques ambiguïtés. Justement, on la confond parfois avec la scène. » Le dictionnaire en ligne L'Internaute participe à cette confusion, en donnant de la séquence les synonymes suivants : « série, scène. » et son homologue, l’Encyclopædia Universalis reste dans un flou peu significatif dans sa définition de la séquence : « En cinéma, suite de plans formant un tout du point de vue de la construction de l’histoire. » Cette définition pourrait s’appliquer aussi bien à la scène qu’à la séquence selon les avis opposés.
De son côté, Francis Vanoye explique la différence entre scène et séquence. Selon lui, la séquence est « un ensemble de scènes unies, connectées par une idée, un motif, une situation, une action. » Quant à la scène, c’est « une unité narrative plus dense, plus courte que la séquence. Quelque chose de spécifique y survient ou s’y passe. Elle est marquée, dans le scénario, par un changement de lieu ou de temps (INTÉRIEUR/EXTÉRIEUR, JOUR/NUIT). »
Ce point est contestable puisque ces indications, figurant sur le découpage technique, qui est la dernière mouture du scénario et comporte la liste des plans à tourner dans leur chronologie diégétique, sont portées sous l’appellation séquence, selon le modèle :
SÉQUENCE 12. PLAN 2. INTÉRIEUR SALON. NUIT, ou SEQ.12. PLAN 2. INT.SALON. NUIT
Et le travail de construction logique et de classement narratif des scénaristes se rapporte clairement à la séquence en s’intitulant séquencier (et non pas scènier), la séquence étant pour eux une unité vectorielle fondamentale de la diégèse, même s’ils utilisent aussi le mot scène par commodité.
Ainsi, il apparaît que, sous l’influence de la sémiologie, et notamment des travaux de Christian Metz, la scène ait pris la place de la séquence dans l’enseignement universitaire du cinéma, mais pas dans les milieux professionnels, aussi bien au cinéma que dans l’audiovisuel, où la suite de plans forme bien une séquence. Celle-ci est mise en valeur à deux niveaux.  

## La séquence, outil de production
La division en séquences est à la fois un outil du langage filmique, et une nécessité dans l’organisation de la production des films.
C’est à Thomas Harper Ince que l’on doit d’avoir institué au cinéma des règles d’organisation drastiques. Il était fils de comédien et comédien lui-même. « Quand il commence à travailler pour le cinéma, il constate que ce métier s’exerce dans une joyeuse confusion. On entreprend les tournages alors que les scénarios sont à peine ébauchés, on tourne selon les humeurs de chacun, la préparation des décors laisse à désirer, il manque toujours quelque chose, un accessoire, une pièce de vêtement, un bout de décor, un clou ou un marteau. » En 1912, quand il commence à produire ses films, et notamment les westerns dont il se fait une spécialité, et qui vont devenir, grâce à lui, le grand genre américain, Thomas Ince impose à ses réalisateurs la rédaction préalable d’un shooting script (découpage technique). Tous les éléments nécessaires au film doivent y être indiqués, ce qui permet aux assistants et aux divers corps de métier, lors de la préparation du tournage, de gérer le matériel ou les accessoires indispensables. « Il fait en sorte que tout soit prévu et prêt au bon moment et au bon endroit. »
L’opération que l’on nomme en français le « dépouillement », analyse les séquences prévues, qui sont caractérisées par le lieu précis où elles se déroulent, par leur lumière, et par les comédiens qui doivent jouer dans les plans que comportent ces séquences. L’identification de ces séquences par un numéro et les deux principales indications : lieu et lumière, est fondamentale pour organiser le tournage en ce qu’on appelle en français un « plan de travail », c’est-à-dire un calendrier du tournage des diverses séquences. Ces indications apparaissent même en amont, dès la rédaction de ce qu’on appelle en français la « continuité dialoguée » ou découpage séquentiel, livrée par les scénaristes.

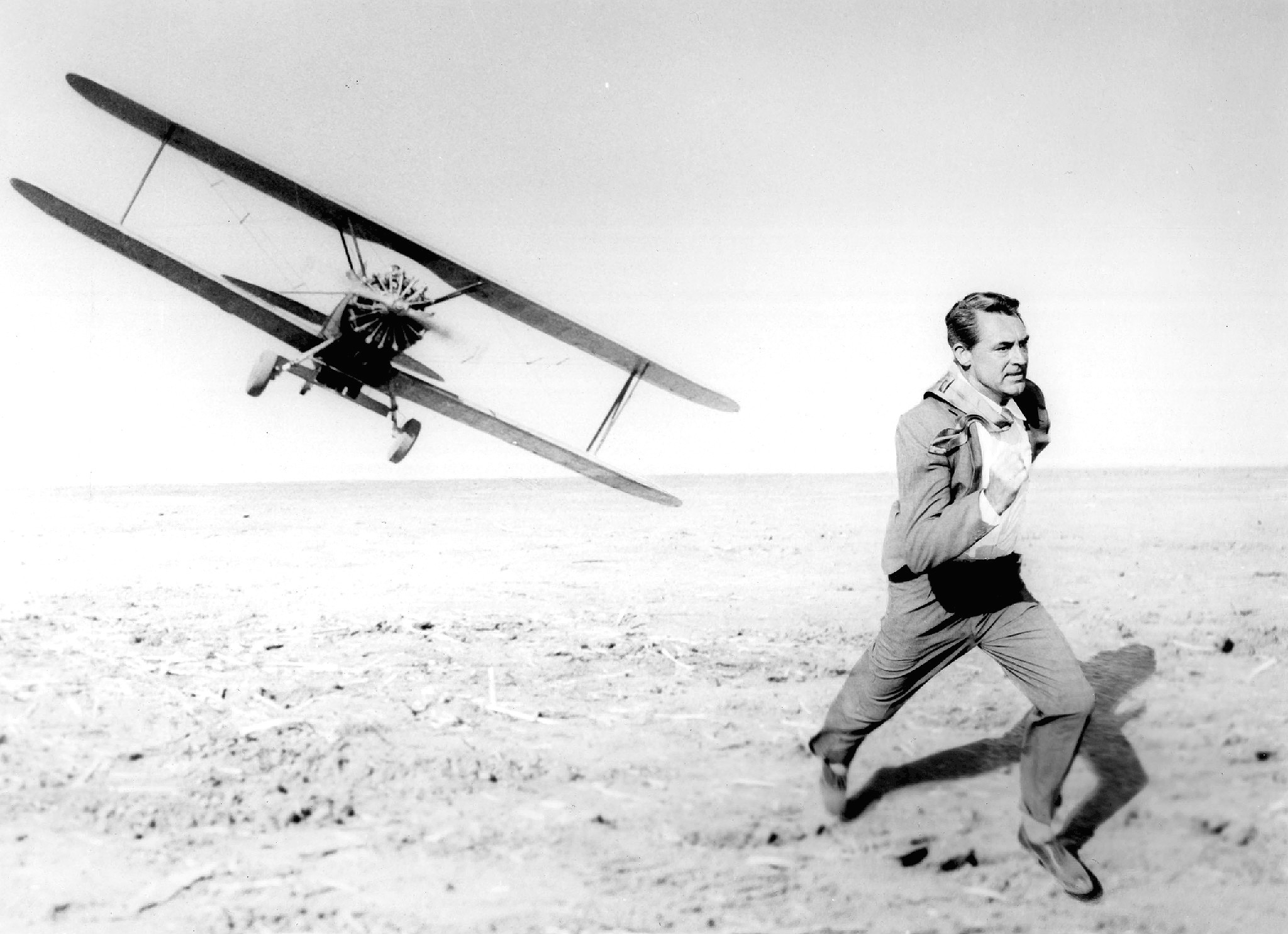
Thornhill (Cary Grant) poursuivi par l’avion dans La Mort aux trousses.

Par exemple, dans la célèbre « scène de l’avion » du film La Mort aux trousses, d’Alfred Hitchcock, plusieurs séquences se succèdent, se situant en plusieurs lieux (l’arrêt du bus sur la route déserte et l’arrivée de Thornhill, l’avion au loin sulfatant les champs, l’approche de l’avion et le mitraillage, le champ de maïs et l’épandage du pesticide, le retour sur la route avec l’arrêt forcé du camion-citerne et le décrochage de l’avion qui s’écrase sur lui, la fuite de Thornhill, la découverte en ville par un policier de la  camionnette empruntée par Thornhill). Cette scène est encadrée par des fondus qui soulignent son unité malgré la variété de lieux et de temps des différentes séquences.
En visionnant le film, on remarque que chaque séquence de cette scène débute avec l’arrivée d’un personnage (ou silhouette) nouveau :
- Séquence 1 = Roger Thornhill,
- Séquence 2 = le quidam (l'illusoire red herring)[12],
- Séquence 3 = l'avion, la bête maléfique, comme dans Duel (pilote et mitrailleur ne sont jamais vus, contrairement à ce que prévoyait le scénario d'Ernest Lehman, qui avait proposé de montrer les occupants de l'avion),
- Séquence 4 = le chauffeur du camion (indemne, ce n'est pas un méchant), les automobilistes dont le propriétaire du pick-up,
- Séquence 5 = le policier (séquence nocturne) découvre le pick-up abandonné en ville par Roger Thornhill.

Le nombre de plans contenus dans chaque séquence est ensuite précisé par la confection d’un storyboard ou scénarimage, aussi bien chez Hitchcock qu’aujourd’hui chez tous les réalisateurs soucieux de la composition de leurs images (notamment lorsqu’elles sont complétées ou transformées par des moyens informatiques), tels Jean-Pierre Jeunet ou Luc Besson.